# 毛尖鱗葉蘚
毛尖鱗葉蘚（学名：Taxiphyllum pilosum）为灰蘚科鱗葉蘚屬下的一个种。